# 荷蘭裔澳大利亞人
荷蘭裔澳大利亞人，是擁有部分或全部荷蘭人血統的澳大利亞人的統稱，他們是在荷蘭以外最大的一個荷蘭裔族群。威廉·扬松船長於1606年抵達澳大利亞，他是第一個抵達澳大利亞人的荷蘭人，亦是第一個抵達澳大利亞人的歐洲人。另一知名的荷兰探险家阿贝尔·塔斯曼，在澳大利亞歷史亦舉足輕重，塔斯曼尼亞州和塔斯曼海都以他的名字命名。據2006年澳大利亞人口普查，310,089名居民報稱擁有部分或全部荷蘭人血統，78,927名於荷蘭出生。

## 知名的澳大利亞荷蘭人
- 克里斯·海姆斯沃斯
- 卡倫·馮·莫格